# Maria Franciszka Dorota Portugalska
Maria Francisca Doroteia Josefa Antónia Gertrudes Rita Joana Efigénia de Bragança (ur. 21 września 1739 w Lizbonie, zm. 14 stycznia 1771 tamże) – infantka portugalska.

## Życiorys
Urodziła się jako trzecia córka następcy tronu Portugalii Józefa (przyszłego króla Józefa I) i jego żony księżnej (późniejszej królowej) Marianny Wiktorii. W państwie tym panował wówczas Jan V Wielkoduszny. Jej starszą siostrą była przyszła królowa Portugalii Maria I.
Zmarła niezamężnie i bezpotomnie. Została pochowana w klasztorze São Vicente de Fora w Lizbonie.